# 정책기획위원회
정책기획위원회(政策企劃委員會, Presidential Commission on Policy Planning)는 국정과제를 효율적으로 추진하고, 국가의 중·장기적 발전 전략 수립을 지원하기 위하여 2017년 9월 5일 설립되어 같은 해 12월 15일 출범한 대통령 직속 자문기구로, 분야별 국가 정책 및 현안 과제를 연구하는 역할을 수행한다. 위원장은 정해구이며, 서울특별시 종로구 효자로 39 정부서울청사 창성동 별관 4층에 위치하고 있다.
과거에 국가의 중·장기 발전목표 및 정책방향의 설정, 중요현안에 관한 사항 및 대통령이 요구하는 국가 주요정책의 평가를 맡았던 정책기획위원회가 있었다. 1995년 21세기위원회를 개편하여 발족하였으며, 2008년 미래기획위원회로 개편되면서 폐지되었다.

## 설립 근거
정책기획위원회의 설치 및 운영에 관한 규정 

## 연혁
- 1989년 21세기위원회 설치
- 1995년 정책기획위원회로 신설
- 2004년 정책기획위원회 기능 확대
- 2008년 미래기획위원회로 개편
- 2017년 9월 5일 '정책기획위원회의 설치 및 운영에 관한 규정(대통령령)’ 시행
- 2017년 12월 15일 정책기획위원회 출범

## 주요 업무
- 국정과제의 조정 등 국정과제 추진 및 국정과제 관련 보고회의 지원에 관한 사항
- 국가 중장기 발전전략 및 정책방향의 수립에 관한 사항
- 각 분야별 정책 및 현안과제 연구에 관한 사항
- 대통령이 요구하는 국가 주요정책의 연구에 관한 사항
- 정부출연연구기관과의 정책교류 및 협력에 관한 사항
- 그 밖에 위원회의 기능과 관련하여 위원장이 필요하다고 인정하는 사항

## 조직

### 운영위원회

#### 정책기획단
- 단장은 청와대 정책기획비서관이 겸직